# 土谷塘航电枢纽工程
土谷塘航电枢纽工程位于湖南省衡阳市境内，是一个以航运为主、航电结合，兼具交通、灌溉、供水与养殖等综合利用的工程。坝址位于湘江中游河段衡南县云集镇滨合村，上距近尾洲水电站坝址50公里，下距衡阳市城区38公里、距大源渡枢纽坝址约100公里。主体工程由船闸、电站、泄水闸、坝顶公路桥组成；库区正常蓄水位58.0米，库容1.97亿米³，电站装机90万千瓦，设计通航船舶1000吨级。土谷塘航电枢纽工程预算投资25.8亿元，于2010年12月30日正式开工建设。

## 相关网站
- 湖南省湘江航运建设开发有限公司
- 湖南交通运输信息网：《土谷塘航电枢纽重点工程项目工程概要》[永久]